# Tamara Tunie
Tamara Tunie Bouquett, simplement dite Tamara Tunie, est une actrice afro-américaine, née le 14 mars 1959 à McKeesport, en Pennsylvanie, aux (États-Unis) .

## Biographie
Tamara a grandi dans une maison funéraire, du fait que son père était entrepreneur de pompes funèbres. En 1981, elle est diplômée de la Carnegie Mellon University.
Actuellement, elle est mariée au chanteur de jazz Gregory Generet et vit dans le quartier historique de Hamilton Heights, au nord de l'île de Manhattan.

### Carrière
Elle est mieux connue pour ses rôles de séries télévisées policières et criminelles, elle se fait connaitre par le rôle de Lillian Fancy dans New York Police Blues de 1994 à 1997.
Son rôle le plus marquant est celui de la médecin légiste Melinda Warner dans la série New York, unité spéciale qu'elle interprète de 2000 à 2021, puis dans un épisode du spin-off New York, crime organisé, en 2024.
Elle est également apparue brièvement dans la première saison de 24 heures chrono et joua une lesbienne dans un épisode de Sex and the City.
Elle commença sa carrière avec des rôles secondaires dans des films tels que Sweet Lorraine ou Wall Street. Son rôle le plus notable reste tout de même celui de la narratrice du film Le Secret du bayou. Figurent également dans sa filmographie L'Associé du diable et Snake Eyes.

## Filmographie

### Cinéma
- 1987 : Sweet Lorraine : Julie
- 1987 : Wall Street : Carolyn
- 1989 : Bloodhounds of Broadway : Cynthia Harris
- 1993 : Soleil levant (Rising Sun) : Lauren Smith
- 1996 : Rescuing Desire : Van
- 1996 : Quentin Carr : une inspectrice
- 1996 : Spirit Lost : Anne
- 1996 : City Hall : Leslie Christos
- 1996 : The Money Shot
- 1997 : Le Secret du bayou (Eve's Bayou) : la narratrice (voix)
- 1997 : Le Pacificateur (The Peacemaker)
- 1997 : L'Associé du diable : Jackie Heath
- 1998 : Snake Eyes : Anthea
- 2001 : The Caveman's Valentine : Sheila Ledbetter
- 2007 : The Koi Keeper
- 2012 : Flight de Robert Zemeckis : Margaret Thomason
- 2021 : A Journal for Jordan de Denzel Washington
- 2022 : I Wanna Dance with Somebody de Kasi Lemmons : Cissy Houston

### Télévision
- 1986 : Spenser (Spenser: For Hire) : Nina
- 1987 - 1995, 2000 - 2009 : As the World Turns : Jessica Griffin
- 1993 : Tribeca : Pretoria "Tori" Thomas
- 1994 - 1997 : New York Police Blues : Lillian Fancy
- 1995 : SeaQuest, police des mers (SeaQuest DSV) : Laura
- 1996 : Swift Justice : Jessie McKenna
- 1996 : New York, police judiciaire (Law & Order) : Caroline Bennett
- 1996 : L'Étoile de Harlem (Rebound: The Legend of Earl 'The Goat' Manigault) : Miss Marcus
- 1997 : Prince Street
- 1997 : Feds : Martha Kershan
- 1997 : La Vie à tout prix (Chicago Hope) : Lennie Gaghan
- 1998 : New York Undercover : Lana Brooks
- 1999 : Sex and the City : Eileen
- 2000 - 2021 : New York, unité spéciale (Law & Order : SVU) : Dr Melinda Warner (saisons 2 à 19 puis 21 à 23)
- 2002 : 24 Heures chrono (24) : Alberta Green
- 2005 : New York, cour de justice (Law & Order : Trial by Jury) : Dr Melinda Warner (saison 1, épisode 11)
- 2014 - 2015 : The Red Road : Marie Van Der Veen
- 2017 - Better Call Saul : Anita
- 2018 : Dietland : Julia Smith
- 2018 : Black Earth Rising : Eunice Clayton
- 2019 : See : Nevla, The Bank
- 2021 : Cowboy Bebop : Ana
- 2024 - 2025 : New York, crime organisé (Law & Order : Organized Crime) : Dr Melinda Warner (saisons 4 et 5, 2 épisodes)

- depuis 2025 : Beyond the Gates : Anita Dupree[2]

## Distinctions

### Nominations
- 1995 Soap Opera Digest Awards (Outstanding Supporting Actress) avec As the World Turns
- 2002 Film Independent's Spirit Awards (Meilleur second rôle féminin) avec The Caveman's Valentine
- 2003 Soap Opera Digest Awards (Outstanding Supporting Actress) avec As the World Turns
- 2003 Image Award (Outstanding Actress in a Daytime Drama Series) avec As the World Turns
- 2004 Image Award (Outstanding Actress in a Daytime Drama Series) avec As the World Turns

## Voix francophones
En France, plusieurs comédiennes doublent Tamara Tunie. Sylvie Jacob, qui la double notamment dans New York, unité spéciale, est sa voix la plus régulière.
En France
| - Sylvie Jacob dans (les séries télévisées) : - New York, unité spéciale - New York, cour de justice - Chicago Fire - Black Earth Rising - Juliette Degenne dans : - L'Associé du diable - 24 Heures chrono (série télévisée) - Frédérique Cantrel dans (les séries télévisées) : - Blue Bloods - Almost Family - Zaïra Benbadis dans : - Better Call Saul (série télévisée) - Peggy Sue Thomas, la scandaleuse (téléfilm) | - Géraldine Asselin dans (les séries télévisées) : - Dietland - Cowboy Bebop Et aussi - Anne Jolivet puis Brigitte Virtudes dans New York Police Blues (série télévisée) - Pascale Vital dans Snake Eyes - Isabelle Mangini dans Flight - Manuela Servais (Belgique) dans The Red Road (série télévisée) - Maïk Darah dans Mon âme sœur - Véronique Augereau dans Emergence (série télévisée) - Armelle Gallaud dans Harlem (série télévisée) - Virginie Emane dans Whitney Houston: I Wanna Dance with Somebody |